# Olympische Sommerspiele 2020/Kanu – Einer-Kajak 200 m (Frauen)
Das Kanu-Rennen der Frauen mit dem Einer-Kajak über 200 m bei Olympischen Spielen 2020 wurde vom 2. bis 3. August 2021 auf dem Sea Forest Waterway ausgetragen.

## Titelträger
| Olympiasiegerin | Lisa Carrington | Rio de Janeiro 2016 |
| Weltmeisterin   | Lisa Carrington | Szeged 2019         |

## Ergebnisse

### Vorlauf

#### Lauf 1
| Platz | Kanute                     | Nation     | Zeit     | Bemerkung     |
| ----- | -------------------------- | ---------- | -------- | ------------- |
| 1     | Emma Jørgensen             | Dänemark   | 41,572 s | Halbfinale    |
| 2     | Francesca Genzo            | Italien    | 42,198 s | Halbfinale    |
| 3     | Anamaria Govorčinović      | Kroatien   | 42,901 s | Viertelfinale |
| 4     | Marija Kitschassowa-Skoryk | Ukraine    | 44,564 s | Viertelfinale |
| 5     | Khaoula Sassi              | Tunesien   | 45,101 s | Viertelfinale |
| 6     | Jade Tierney               | Cookinseln | 48,271 s | Viertelfinale |
| 7     | Amira Kheris               | Algerien   | 48,306 s | Viertelfinale |

#### Lauf 2
| Platz | Kanute              | Nation     | Zeit     | Bemerkung     |
| ----- | ------------------- | ---------- | -------- | ------------- |
| 1     | Dóra Lucz           | Ungarn     | 41,098 s | Halbfinale    |
| 2     | Marta Walczykiewicz | Polen      | 41,100 s | Halbfinale    |
| 3     | Linnea Stensils     | Schweden   | 41,109 s | Viertelfinale |
| 4     | Ma Qing             | China      | 42,706 s | Viertelfinale |
| 5     | Joana Vasconcelos   | Portugal   | 43,059 s | Viertelfinale |
| 6     | Léa Jamelot         | Frankreich | 43,589 s | Viertelfinale |
| 7     | Samaa Ahmed         | Ägypten    | 47,272 s | Viertelfinale |

#### Lauf 3
| Platz | Kanute             | Nation         | Zeit     | Bemerkung     |
| ----- | ------------------ | -------------- | -------- | ------------- |
| 1     | Teresa Portela     | Spanien        | 40,812 s | Halbfinale    |
| 2     | Anna Kárász        | Ungarn         | 41,127 s | Halbfinale    |
| 3     | Deborah Kerr       | Großbritannien | 41,168 s | Viertelfinale |
| 4     | Helena Wiśniewska  | Polen          | 41,407 s | Viertelfinale |
| 5     | Andréanne Langlois | Kanada         | 41,525 s | Viertelfinale |
| 6     | Brenda Rojas       | Argentinien    | 43,802 s | Viertelfinale |
| 7     | Anne Cairns        | Samoa          | 46,795 s | Viertelfinale |

#### Lauf 4
| Platz | Kanute             | Nation     | Zeit     | Bemerkung     |
| ----- | ------------------ | ---------- | -------- | ------------- |
| 1     | Yin Mengdie        | China      | 41,688 s | Halbfinale    |
| 2     | Teresa Portela     | Portugal   | 42,050 s | Halbfinale    |
| 3     | Vanina Paoletti    | Frankreich | 42,334 s | Viertelfinale |
| 4     | Natalja Podolskaja | ROC        | 42,845 s | Viertelfinale |
| 5     | Julija Jurijtschuk | Ukraine    | 43,760 s | Viertelfinale |
| 6     | Sara Milthers      | Dänemark   | 43,863 s | Viertelfinale |
| 7     | Yuka Ono           | Japan      | 45,251 s | Viertelfinale |

#### Lauf 5
| Platz | Kanute                    | Nation         | Zeit     | Bemerkung     |
| ----- | ------------------------- | -------------- | -------- | ------------- |
| 1     | Lisa Carrington           | Neuseeland     | 40,715 s | Halbfinale    |
| 2     | Swetlana Tschernigowskaja | ROC            | 41,540 s | Halbfinale    |
| 3     | Milica Novaković          | Serbien        | 41,579 s | Viertelfinale |
| 4     | Emily Lewis               | Großbritannien | 42,038 s | Viertelfinale |
| 5     | Michelle Russell          | Kanada         | 42,236 s | Viertelfinale |
| 6     | Natalja Sergejewa         | Kasachstan     | 46,657 s | Viertelfinale |

### Viertelfinale

#### Lauf 1
| Platz | Kanute                     | Nation     | Zeit     | Bemerkung  |
| ----- | -------------------------- | ---------- | -------- | ---------- |
| 1     | Andréanne Langlois         | Kanada     | 41,728 s | Halbfinale |
| 2     | Ma Qing                    | China      | 42,321 s | Halbfinale |
| 3     | Anamaria Govorčinović      | Kroatien   | 43,307 s |            |
| 4     | Joana Vasconcelos          | Portugal   | 43,379 s |            |
| 5     | Sara Milthers              | Dänemark   | 43,675 s |            |
| 6     | Marija Kitschassowa-Skoryk | Ukraine    | 44,247 s |            |
| 7     | Samaa Ahmed                | Ägypten    | 47,882 s |            |
| 8     | Jade Tierney               | Cookinseln | 49,290 s |            |

#### Lauf 2
| Platz | Kanute             | Nation     | Zeit     | Bemerkung  |
| ----- | ------------------ | ---------- | -------- | ---------- |
| 1     | Linnea Stensils    | Schweden   | 41,313 s | Halbfinale |
| 2     | Milica Novaković   | Serbien    | 41,340 s | Halbfinale |
| 3     | Helena Wiśniewska  | Polen      | 41,559 s |            |
| 4     | Léa Jamelot        | Frankreich | 43,338 s |            |
| 5     | Julija Jurijtschuk | Ukraine    | 43,871 s |            |
| 6     | Khaoula Sassi      | Tunesien   | 45,809 s |            |
| 7     | Natalja Sergejewa  | Kasachstan | 46,736 s |            |
| 8     | Anne Cairns        | Samoa      | 47,141 s |            |

#### Lauf 3
| Platz | Kanute             | Nation         | Zeit     | Bemerkung  |
| ----- | ------------------ | -------------- | -------- | ---------- |
| 1     | Deborah Kerr       | Großbritannien | 42,742 s | Halbfinale |
| 2     | Michelle Russell   | Kanada         | 42,940 s | Halbfinale |
| 3     | Emily Lewis        | Großbritannien | 42,945 s |            |
| 4     | Vanina Paoletti    | Frankreich     | 43,163 s |            |
| 5     | Natalja Podolskaja | ROC            | 43,212 s |            |
| 6     | Brenda Rojas       | Argentinien    | 44,876 s |            |
| 7     | Yuka Ono           | Japan          | 45,610 s |            |
| 8     | Amira Kheris       | Algerien       | 49,412 s |            |

### Halbfinale

#### Lauf 1
| Platz | Kanute              | Nation     | Zeit     | Bemerkung |
| ----- | ------------------- | ---------- | -------- | --------- |
| 1     | Lisa Carrington     | Neuseeland | 38,127 s | A-Finale  |
| 2     | Emma Jørgensen      | Dänemark   | 38,457 s | A-Finale  |
| 3     | Marta Walczykiewicz | Polen      | 38,563 s | A-Finale  |
| 4     | Teresa Portela      | Spanien    | 38,858 s | A-Finale  |
| 4     | Linnea Stensils     | Schweden   | 38,858 s | A-Finale  |
| 6     | Teresa Portela      | Portugal   | 39,301 s | B-Finale  |
| 7     | Michelle Russell    | Kanada     | 40,224 s | B-Finale  |
| 8     | Ma Qing             | China      | 40,837 s | B-Finale  |

#### Lauf 2
| Platz | Kanute                    | Nation         | Zeit     | Bemerkung |
| ----- | ------------------------- | -------------- | -------- | --------- |
| 1     | Dóra Lucz                 | Ungarn         | 39,713 s | A-Finale  |
| 2     | Deborah Kerr              | Großbritannien | 39,751 s | A-Finale  |
| 3     | Andréanne Langlois        | Kanada         | 39,952 s | A-Finale  |
| 4     | Francesca Genzo           | Italien        | 40,000 s | A-Finale  |
| 5     | Yin Mengdie               | China          | 40,069 s | B-Finale  |
| 6     | Milica Novaković          | Serbien        | 40,257 s | B-Finale  |
| 7     | Swetlana Tschernigowskaja | ROC            | 40,433 s | B-Finale  |
| 8     | Anna Kárász               | Ungarn         | 40,724 s | B-Finale  |

### Finale

#### B-Finale
Anmerkung: Gefahren wurde hier um die Platz zehn bis sechzehn, das heißt, die Siegerin des B-Finales Teresa Portela wurde insgesamt Zehnte usw.
| Platz | Kanute                    | Nation   | Zeit     | Bemerkung |
| ----- | ------------------------- | -------- | -------- | --------- |
| 1     | Teresa Portela            | Portugal | 39,562 s |           |
| 2     | Swetlana Tschernigowskaja | ROC      | 39,977 s |           |
| 3     | Yin Mengdie               | China    | 40,365 s |           |
| 4     | Michelle Russell          | Kanada   | 40,527 s |           |
| 4     | Milica Novaković          | Serbien  | 40,527 s |           |
| 6     | Ma Qing                   | China    | 40,652 s |           |
| 7     | Anna Kárász               | Ungarn   | 41,242 s |           |

#### A-Finale
| Platz | Kanute              | Nation         | Zeit     | Bemerkung |
| ----- | ------------------- | -------------- | -------- | --------- |
| 1     | Lisa Carrington     | Neuseeland     | 38,120 s |           |
| 2     | Teresa Portela      | Spanien        | 38,883 s |           |
| 3     | Emma Jørgensen      | Dänemark       | 38,901 s |           |
| 4     | Marta Walczykiewicz | Polen          | 39,170 s |           |
| 5     | Linnea Stensils     | Schweden       | 39,287 s |           |
| 6     | Dóra Lucz           | Ungarn         | 39,442 s |           |
| 7     | Francesca Genzo     | Italien        | 40,184 s |           |
| 8     | Deborah Kerr        | Großbritannien | 40,409 s |           |
| 9     | Andréanne Langlois  | Kanada         | 40,473 s |           |